# Yves Duval
Pour les articles homonymes, voir Duval.
Yves Duval, né le 21 mars 1934 à Etterbeek (région de Bruxelles-Capitale) et mort le 22 mai 2009 à Braine-l'Alleud (province du Brabant wallon), est un journaliste, conférencier, cinéaste, écrivain et scénariste belge de bande dessinée. D'abord spécialisé dans les scénarios de récits documentaires et historiques, il rédige ensuite aussi les scénarios de diverses séries de bande dessinée de fiction.

## Biographie
Yves Duval naît le 21 mars 1934 à Etterbeek, une commune bruxelloise. Il est fils d'avocat. Il fait des humanités gréco-latines à l'Institut Sainte-Marie de Bruxelles. Ensuite, il présente le concours d'admission au Conservatoire de Bruxelles. Il est engagé au Théâtre national de Belgique où il travaillera six ans. Il écrit sa première nouvelle à seize ans dans Tintin, en 1950. Il publie aussi des romans et des articles.
Liliane et Fred Funcken illustrent en 1953 ses premiers récits pour la bande dessinée. Ce sont de courts récits de quatre pages, le premier étant L'Héroïque défense de Pé-Tang paru dans le Tintin no 23 de juin 1953 avec les honneurs de la couverture, inspiré d'un fait authentique de 1900 ; le deuxième est Casaque verte et toque cerise, dans le cadre des courses hippiques américaines ; le troisième est Sans peur et sans reproche, une courte biographie du chevalier Bayard. Les Funcken découvrent ensuite avec surprise l'âge d'Yves Duval, le « benjamin des scénaristes ». C'est le début d'une collaboration de cinquante ans comptant officiellement plus de 120 histoires, et plusieurs aides ponctuelles officieuses.
Yves Duval écrit de nombreux autres récits pour le même périodique. Jusqu'en 1989, il écrit plus de deux mille récits authentiques, illustrés par tous les principaux dessinateurs de Tintin. Il signe parfois du pseudonyme de Michel Deverchin.
Il rédige aussi des scénarios pour diverses séries de Tintin : David Balfour pour le dessinateur Jacques Laudy ; Capitan et Doc Silver pour le dessin de Liliane et Fred Funcken ; Rataplan et d'autres séries pour Berck ; Thomas de Farcy pour Géri ; Les Franval pour Édouard Aidans ; Howard Flynn pour William Vance ; etc. Il écrit également pour d'autres périodiques, comme l'homologue féminin de Tintin, Line. Dans celui-ci, il collabore entre autres avec l'illustratrice Suzanne André. En 1973, il écrit La Prodigieuse Épopée du Tour de France pour Marc Hardy, qui connaît une prépublication dans Le Journal de Mickey et publiée en album aux éditions Gamma.
Il publie aussi des nouvelles et des romans pour les jeunes. En outre, il est journaliste pour Paris Match et conférencier pour Exploration du Monde.

### Au théâtre
De 1986 à 1998, il écrit aux côtés de Stéphane Steeman le spectacle de fin d'année La Revue, joué au Théâtre des Galeries. Pour la comédienne belge Marion et sa compagnie Le Manteau d'Arlequin, il écrit Trompe-la-Mort ou le journal de Faustine où elle incarnera une SDF qui se raconte aux promeneurs d'un parc,.
En 2007, il écrit un ouvrage 55 ans dans les bulles dans lequel il se raconte. L'ouvrage est publié aux éditions Hibou.

### Décès
Il meurt le 22 mai 2009 à Braine-l'Alleud, d'un arrêt cardiaque, à l'âge de 75 ans,.

### Vie privée
Il était le compagnon de Monique Thibaut.

## Œuvre

### Publications

#### Howard Flynn
- 1966 : t. 1 Le Premier Voyage du lieutenant Howard Flynn, dessins William Vance, éd. Le Lombard, coll. « Une histoire du journal Tintin »
- 1968 : t. 2 À l'abordage, dessins William Vance, éd. Le Lombard, coll. « Une histoire du journal Tintin »
- 1969 : t. 3 La Griffe du tigre, dessins William Vance, éd. Le Lombard, coll. « Une histoire du journal Tintin »
- 1981 : Howard Flynn, Édition intégrale, dessins William Vance, éd. Magic Strip
- 2002 : Howard Flynn, Tout Vance T.6, dessins William Vance, éd. Le Lombard.

#### Doc Silver
- 1968 : t. 1 24 Heures pour Doc Silver, dessins Liliane Funcken et Fred Funcken, coll. « Jeune Europe » no 54, éd. Le Lombard
- 1969 : t. 2 La Fièvre des sables, dessins Liliane Funcken et Fred Funcken, coll. « Jeune Europe » no 58, Le Lombard
- 1971 : t. 3 L'Otage, dessins Liliane Funcken et Fred Funcken, coll. « Jeune Europe » no 72, Le Lombard
- 1972 : t. 4 La Vallée de la peur, dessins Liliane Funcken et Fred Funcken, coll. « Jeune Europe » no 80, Le Lombard
- 1974 : t. 5 Le Chasseur noir, dessins Liliane Funcken et Fred Funcken, coll. « Jeune Europe » no 96, Le Lombard.

#### Rataplan
- 1968 : T. 3 Rataplan et cocotte 66, dessins Berck, éd. Le Lombard
- 1969 : T. 4 Rataplan et le vaudou, dessins Berck, Le Lombard
- 1970 : T. 5 Rataplan et le prince de Jitomir, dessins Berck, Le Lombard
- 1971 : T. 6 Rataplan contre Number One, dessins Berck, Le Lombard, coll. « Vedette »
- 1971 : T. 7 Rataplan et Le dernier des maudits-camps, dessins Berck, Le Lombard, coll. « Vedette »
- 1972 : T. 8 La Retraite de Rosie, dessins Berck, Le Lombard, coll. « Vedette »
- 1973 : T. 9 Rataplan contre la 5e colonne, dessins Berck, Le Lombard, coll. « Jeune Europe », Bruxelles.

#### Collection «Berck»
- 2010 : Ken Krom, dessins Berck, coll. « Berck » no 1, éd. BD Must
- 2010 : Lady Bound, dessins Berck, coll. « Berck » no 2, éd. BD Must
- 2010 : Viva Panchico, dessins Berck, coll. « Berck » no 3, éd. BD Must
- 2010 : Kenton, dessins Berck, coll. « Berck » no 4, éd. BD Must.

#### Collection «Les grands récits illustrés par Tonton Fernand»
- 2. Johann August Suter, Ananké, coll. « Les grands récits illustrés par Tonton Fernand », 1 octobre 2024
Scénario : Yves Duval - Dessin : Fernand Cheneval - Couleurs : quadrichromie -  (ISBN 978-2-87418-394-2),Contient six récits : Johann August Suter ; L'Invention de la Sainte Croix ; Henry Farman ; Eugène Ysaÿe ; Le Maréchal de Luxembourg ; J.-B. Carpeaux.

#### Divers
- 1973 : Les Fabuleux Exploits d'Eddy Merckx, dessins de Christian Lippens, Arts & Voyages Gamma
- 1973 : La Prodigieuse Épopée du Tour de France, dessins de Marc Hardy, couleurs Studio Ardan, Arts & Voyages Gamma
- 1973 : Graine de jockey, Les aventures de Christopher, dessins de Franz, Rossel
- 1978 : La Mission du Major Redstone, Hassan et Kadour t. 2, dessins de Jacques Laudy, Bédéscope
- 1979 : Flash-Back et la 4e dimension, Dino Attanasio trente années de bandes dessinées, 5 albums  inédits, dessins Dino Attanasio, Éditions Michel Deligne
- 1980 : David Balfour, dessins Jacques Laudy, d'après Enlevé ! de Robert Louis Stevenson, Distri BD
- 1980 : Alerte aux pirates, dessins Hermann, Bédéscope, coll. « Aventures »
- 1980 : Les Dalton, dessins Hermann, Bédéscope, coll. « Aventures »
- 1984 : Grandes catastrophes, dessins de Ferry, Le Lombard, coll. « Histoires de l'histoire »  (ISBN 2-8036-0448-5)
- 1985 : Le Croissant et la croix, Les croisades des Saint-Preux, dessins Liliane Funcken et Fred Funcken, Le Lombard, coll. « Histoires de l'histoire »
- 1991 : Arthur au royaume de l'impossible, dessins Philippe Delaby, couleurs Micheline Garsou, Le Lombard, coll. « Histoires et Légendes »
- 1991 : Richard Cœur de Lion, L'épée et la croix, dessins Philippe Delaby, Le Lombard, coll. « Histoires de l'histoire »

- 2002 : Ca, c'est du sport !, dessins Jean Graton et Christian Denayer, Graton éditeur, coll. « Michel Vaillant Palmarès inédit » t. 3
- 2003 : Histoires complètes 1962-63, Tout Vance T.1, dessins William Vance, scénarios Yves Duval, André Fernez, Pierre Step, Le Lombard
- 2003 : Histoires complètes 1963-64, Tout Vance T.3, dessins William Vance, scénarios Yves Duval, Pierre Step, Le Lombard
- 2003 : Illustrations 1962-67, Tout Vance T.5, dessins William Vance, Le Lombard
- 2006 : Fine-Mouche, Candida t. 1, dessins Dino Attanasio, éd. Miklo  (ISBN 2-930234-77-6)
- 2006 : Val, Capitaine de l'espace, dessins Eddy Paape, éd. JD
- 2007 : Justine, L'incroyable ascension, dessins Édouard Aidans, Dupuis
- 2008 : Flamberge au vent, dessins Liliane et Fred Funcken, Éditions Hibou, Écaussinnes
- 2008 : RSC Anderlecht, La victoire en 100 ans, dessins de Charles Jarry, couleurs de Vittorio Leonardo, Dupuis
- 2012 : Lou brûle les planches, Lou no 10, dessins Berck, scénario avec Raoul Cauvin, éd. La Vache Qui Médite
- 2015 : Quinze histoires courtes illustrées par Liliane et Fred Funcken, publiées dans Napoléon, Le Lombard, p. 105-164.
- 2016 : Peggy, petit oiseau sans ailes[30], dessins de René Follet, Hibou, Écaussinnes  (ISBN 9782874530883).

#### Autres ouvrages
- 55 ans dans les bulles, les aventures d'Yves Duval reporter[31], éd. Hibou, 2007  (ISBN 2-87453-019-0).

### Dessins animés
- 1965 : Spaghetti à la romaine[32],[33], scénariste, Belvision, 1965.

#### Livres
: document utilisé comme source pour la rédaction de cet article.
- Jean Van Hamme, Introduction à la bande dessinée belge, Bruxelles, Bibliothèque royale de Belgique, 1968, 80 p., ill. ; 26 cm (lire en ligne), p. 18[catalogue] publié à l'occasion de l'exposition La bande dessinée en Belgique, Bibliothèque Albert Ier, [Bruxelles], du 29 juin au 25 août 1968.
- Henri Filippini, Dictionnaire de la bande dessinée, Paris, Bordas, 1989, 731 p., ill. ; 27 cm (ISBN 2-04-018455-4, OCLC 1244909550, BNF 35065653, présentation en ligne), p. 615.
- Jean-Louis Lechat, Un demi-siècle d’aventures t. 2 : 1970 - 1996, Bruxelles, Le Lombard, 5 décembre 1996, 224 p., ill. ; 31 cm (ISBN 280361233X, OCLC 37995939, BNF 37539082, présentation en ligne), p. 10, 33, 43, 46, 50, 57, 58, 60, 62, 65, 69, 72, 74, 78, 83, 92, 97, 101, 106, 110, 113, 120, 124, 134, 138, 151.
- Jacques Fiérain, « Duval, Yves », dans La BD à Bruxelles et en Brabant, Charleroi, Éd. l'Âge d'or, avril 2003, 144 p., ill. ; 31 cm (ISBN 9782960119664 et 2960119665, OCLC 470388171, présentation en ligne), p. 46.
- Henri Filippini, « Duval, Yves », dans Dictionnaire de la bande dessinée, Paris, Bordas, 2005, 912 p., ill. ; 27 cm (ISBN 9782047299708 et 2047299705, OCLC 1009545288, présentation en ligne), p. 753. .
- Jacques Pessis, « Yves Duval, cinquante ans de complicité », dans Liliane et Fred Funcken, Napoléon, Bruxelles, Le Lombard, 2015, 168 p. (ISBN 978-2-8036-3539-9), p. [9].

#### Périodiques
- « Reward : Yves Duval », Tintin, Le Lombard, no 2,‎ 11 janvier 1977.
- « Yves Duval », Jet, Bruxelles, Le Lombard, no 1,‎ janvier 1990, p. 24 (ISSN 1146-2728).
- Louis Cance, « Remember Yves Duval », Hop !, Aurillac, AEMEGBD, no 122,‎ juin 2009, p. 63 (ISSN 0768-9357).

#### Articles
- Didier Pasamonik, « Décès de Yves Duval, « le soldat inconnu de la bande dessinée belge » », ActuaBD,‎ 23 mai 2009 (lire en ligne, consulté le 5 juillet 2023)
- Gilles Ratier, « Yves Duval », BDzoom,‎ 2 juin 2009 (lire en ligne, consulté le 22 juin 2023).
- Danny De Laet, « Les Chroniques de Danny De Laet : Les maîtres du feuilleton Yves Duval (1934-2009) », BD Oubliées,‎ 18 juin 2025 (lire en ligne, consulté le 18 juin 2025).